# Martín Wizner
Martín Wizner Pérez-Lafuente (Vigo, 1 de enero de 2001) es un deportista español que compite en vela en la clase 49er.
Ganó una medalla de oro en el Campeonato Europeo de 49er de 2025. Es hijo del regatista Laureano Wizner, y su hermano Jaime compite en el mismo deporte.

## Palmarés internacional
| \| Campeonato Europeo \| Campeonato Europeo \| Campeonato Europeo \| Campeonato Europeo \| \| Año \| Lugar \| Medalla \| Clase \| \| ------------------ \| ------------------ \| ------------------ \| ------------------ \| \| 2025 \| Salónica (Grecia) \| Medalla de oro \| 49er \| |                   |                |       |
| Campeonato Europeo |                   |                |       |
| Año | Lugar             | Medalla        | Clase |
| 2025 | Salónica (Grecia) | Medalla de oro | 49er  |